# Corona Cañari
La Corona Cañari, también llamada Corona Inca o Corona de Ecuador, es un tocado de origen prehispánico que actualmente le pertenece a la Royal Collection Trust del Reino Unido. Se trata de un obsequio que el entonces presidente de Ecuador, Gabriel García Moreno, le hizo a la reina Victoria en el año 1862, y desde entonces ha formado parte de las joyas reales británicas.

## Diseño
La corona está formada por una placa llana de oro con forma circular, que le sirve de base y que es la que se coloca en la cabeza de la persona. Sobre ésta, y en la parte trasera, se alza una pluma del mismo material que en la parte más alta se divide en diez puntales, mientras que en la parte baja está adornada con tres pequeños orificios circulares, los dos laterales ostentan discos suspendidos en su interior, pero hace falta el de en medio. Sus dimensiones son de 19,2 centímetros de diámetro y 41,4 de altura total (incluyendo la pluma); mientras que su peso es de 2,65 libras.

## Historia
La corona fue hallada en el año 1854 en el cantón Chordeleg, de la provincia del Azuay, en la actual República del Ecuador. A pesar de que su origen continúa siendo un misterio en la actualidad, los expertos barajan dos posibilidades: la primera es que se trate de un objeto inca, basándose en la pluma que es un distintivo característico del imperio; y la segunda de una obra de orfebrería cañari, una etnia del sur de Ecuador que resistió el avance del Tahuantinsuyo hasta mediados del siglo XV, y que ocupaba el territorio en el que fue encontrada. El objeto está datado entre los años 1000 y 1400 DC.
La corona prehispánica fue enviada a Inglaterra en 1862 por orden del presidente de Ecuador, Gabriel García Moreno, que a través de su ministro de negocios en Londres, Antonio Flores Jijón, se la obsequió a la reina Victoria. Desde entonces, la joya permaneció en el completo anonimato por 150 años, hasta que en 2012 pasó a convertirse en uno de los objetos más curiosos y polémicos de la muestra "Tesoros de los Palacios de la Reina", que como parte de las conmemoraciones por el Jubileo de Diamante de Isabel II, exhibía piezas nunca antes vistas por el público en diferentes palacios de la familia real. El tocado prehispánico fue colocado en la Queen's Gallery del Palacio de Holyrood, en Edimburgo, donde se exhibió junto a otros cien objetos de cinco siglos distintos provenientes de las colecciones de nueve residencias reales.
Su exhibición de 2012 suscitó especial interés en Ecuador, en donde la prensa se hizo eco de la noticia publicada por agencias internacionales. El conocimiento de que una joya hallada en el país andino se encontrara en poder de la casa real británica generó descontento en algunos sectores de la población. Incluso varios grupos de la zona en la que fue encontrada la corona iniciaron una campaña, mediante una página web, para solicitar a la reina Isabel II su devolución.
Después de terminada la muestra especial de 2012 y debido a la importancia que cobró la corona ecuatoriana con la polémica en su país de origen, esta pasó a la exhibición "Oro", en el Palacio de Buckingham, donde fue expuesta en la Galería de la Reina entre diciembre de 2014 y febrero de 2015. Finalmente, la joya pasó a formar parte de la exposición permanente del Castillo de Windsor, donde se encuentra en el Corredor Norte de Armas, espacio que data de 1865.